# Ômega 3

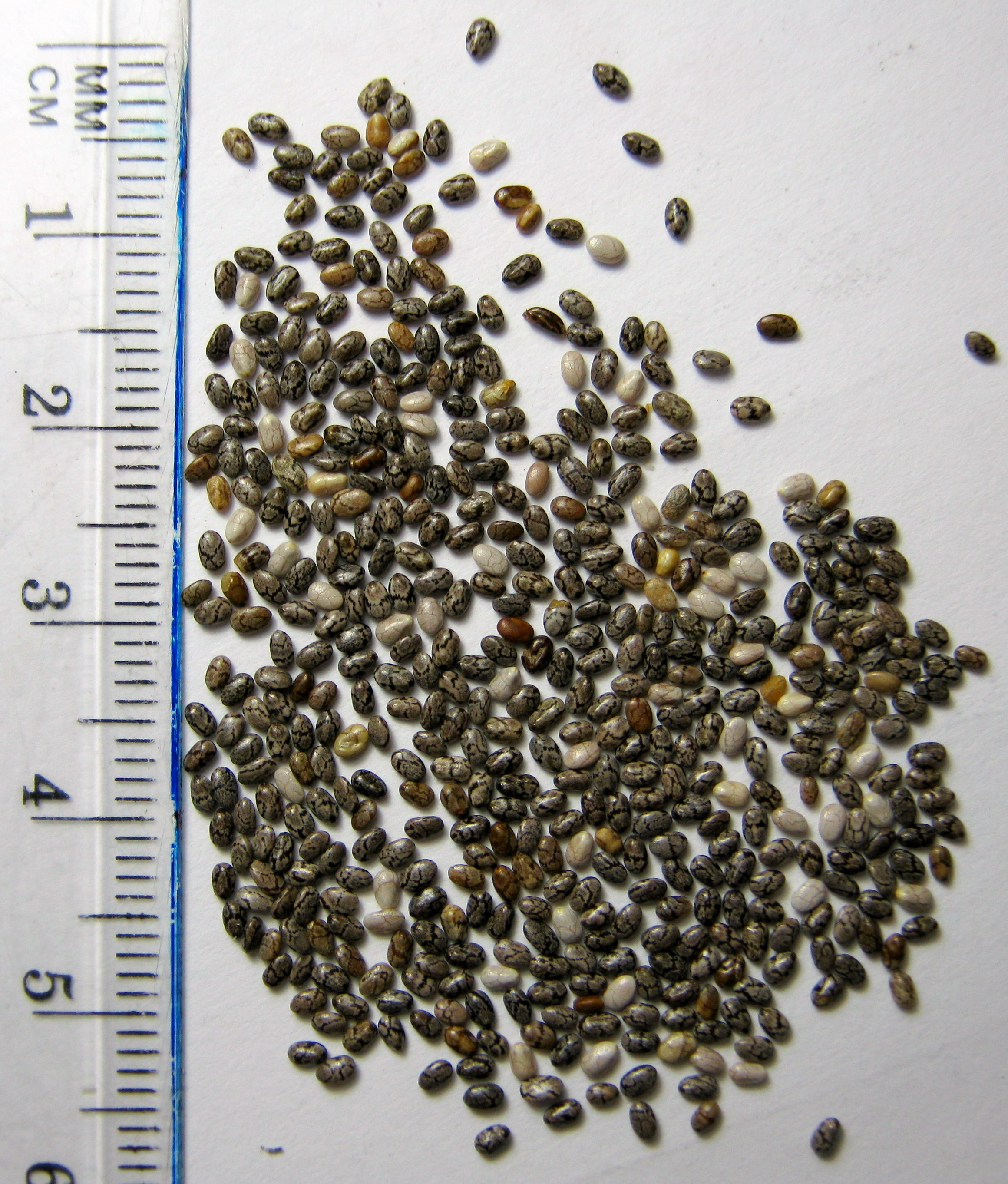
A semente da chia é uma das mais ricas fontes conhecidas (tanto entre as vegetais quanto entre as animais) do ácido alfalinolênico, um dos ácidos graxos classificados como ômega 3.

Os ácidos graxos ômega 3 (português brasileiro) ou ómega 3 (português europeu), como o ácido alfa-linolênico, ácido eicosapentaenoico e o ácido docosa-hexaenoico, são ácidos carboxílicos poli-insaturados, em que a dupla ligação está no terceiro carbono a partir da extremidade oposta à carboxila. Muitos deles (e outros ômega 6) são chamados de "essenciais" porque não podem ser sintetizados pelo corpo e devem ser consumidos sob a forma de gorduras . Porém nem todos os ômega 3 são iguais. O “bom” ômega 3 é o de cadeia longa (ácidos graxos de cadeia longa), e o menos adequado, com poucos benefícios para a saúde, são os ácidos graxos de cadeia curta.

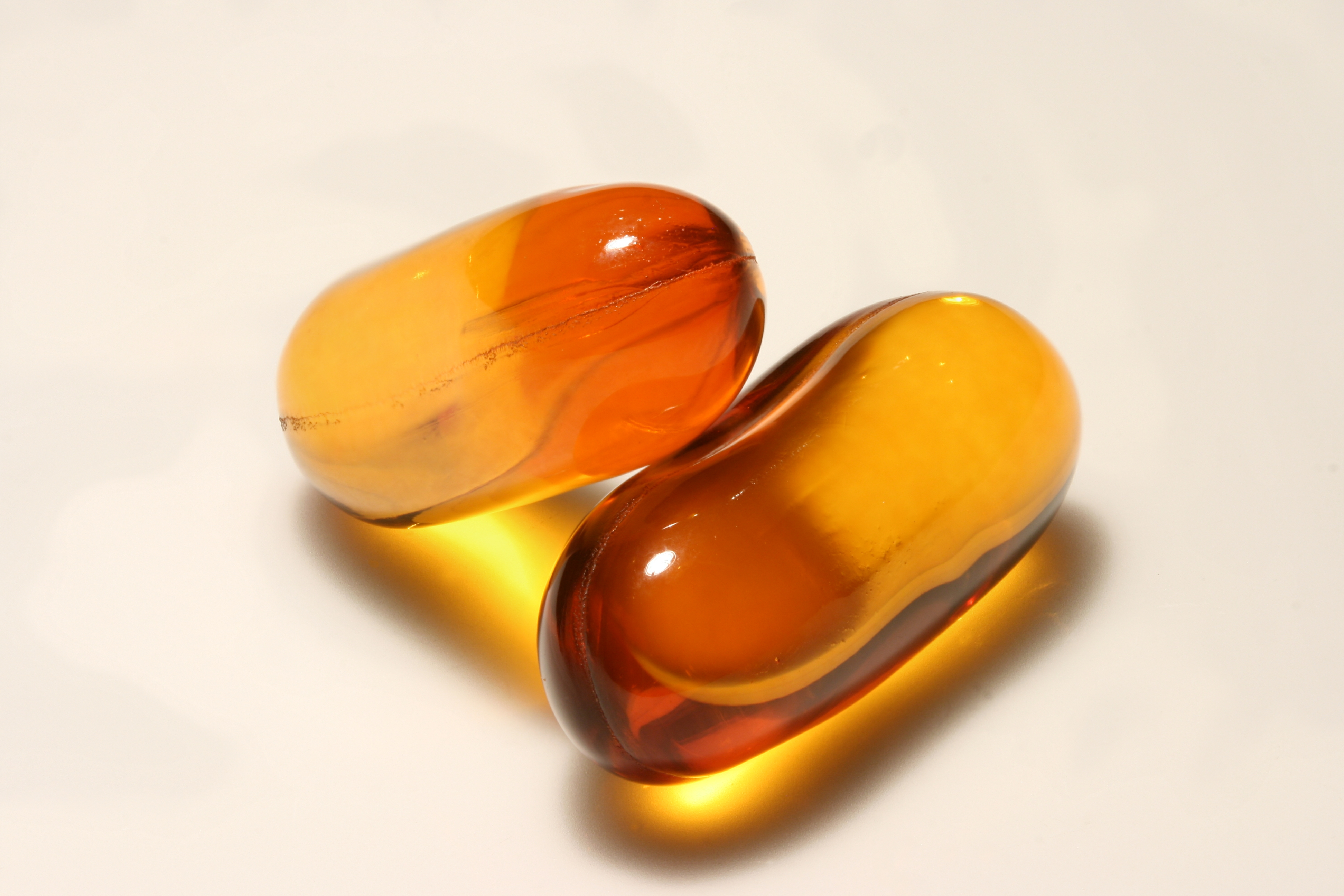
Cápsulas de óleo de peixe.

A ingestão do ômega 3 auxilia na diminuição dos níveis de triglicerídeos e colesterol ruim LDL, enquanto pode favorecer o aumento do colesterol bom HDL . Possui ainda importante papel em alergias e processos inflamatórios, pois são necessários para a formação das prostaglandinas inflamatórias, tromboxanos e leucotrienos.
Podemos encontrar o “bom” ômega 3 (de cadeia longa) nos peixes de águas profundas como salmão (tanto selvagem como de cativeiro ), atum, bacalhau, albacora, cação. Os ômega 3 (de cadeia curta) menos adequados, com poucos benefícios para a saúde, são encontrados em óleos extraídos de soja, de girassol, de milho. Este minúsculo ômega 3 também está presente em alguns vegetais “verdes” como  brócolis, rúcula, couve, espinafre, alface.
O ômega 3 de cadeia longa traz benefícios à saúde, como o aumento na proteção de seu sistema imunológico, diminuição da pressão arterial e prevenção e combate às doenças cardiovasculares, entre outros.

A linhaça é a melhor fonte de ómega 3, embora de cadeia curta, ainda mais que o salmão. Comparativamente temos em 100 mL de: óleo de linhaça = 53,3 gramas de ômega-3; óleo CANOLA e soja = 6,3 e 6,8 mg; óleo de salmão = 16 gramas de Ômega-3. 
A fórmula geral do ácido graxo ômega-3 com uma insaturação é CH3CH2CH=CH(CH2)nCOOH, em que n, quase sempre, é um número ímpar, de forma que o ácido tenha um número par de carbonos na cadeia.
Por exemplo, o ácido alfa-linolênico (poli-insaturado) é (C18H30O2): CH3-CH2-CH=CH-CH2-CH=CH-CH2-CH=CH-CH2-CH2-CH2-CH2-CH2-CH2-CH2-COOH
O organismo consegue obter ômega-3 a partir das plantas e sementes e convertê-lo em ácidos gordos ativos, conhecidos por EPA (ácido eicosapentanóico) e DHA (ácido docosa-hexanóico). Os ácidos gordos ômega-3 EPA e DHA são as duas formas mais potentes de ácidos ómega-3 e apresentam uma série de benefícios para a saúde cardiovascular reconhecidos pelas autoridades de nutrição e de saúde de todo o mundo: o Regulamento Europeu 432/2012, por exemplo, estabelece que uma ingestão diária de 250 mg de EPA e DHA contribui para o normal funcionamento do coração, dentro de um estilo de vida saudável e uma dieta variada e equilibrada
.

## Esta tabela lista os diversos nomes para os ácidos graxos ω−3  mais comuns.
| Nome comum                                         | Notação de lipídio | Nome químico                                       |
| -------------------------------------------------- | ------------------ | -------------------------------------------------- |
|                                                    | 16:3 (ω−3)         | Ácido all-cis-7,10,13-hexadecatrienoico            |
| ácido alfa-linolênico (ALA)                        | 18:3 (ω−3)         | Ácido all-cis-9,12,15-octadecatrienoico            |
| Ácido estearidônico (STD)                          | 18:4 (ω−3)         | Ácido all-cis-6,9,12,15-octadecatetraenoico        |
| ácido eicosatrienoico (ETE)                        | 20:3 (ω−3)         | Ácido all-cis-11,14,17-eicosatrienoico             |
| ácido eicosatetraenoico (ETA)                      | 20:4 (ω−3)         | Ácido all-cis-8,11,14,17-eicosatetraenoico         |
| ácido eicosapentaenoico (EPA)                      | 20:5 (ω−3)         | Ácido all-cis-5,8,11,14,17-eicosapentaenoico       |
| ácido docosapentaenoico (DPA), Acido Clupanodonico | 22:5 (ω−3)         | Ácido all-cis-7,10,13,16,19-docosapentaenoico      |
| ácido docosaexanoico (DHA)                         | 22:6 (ω−3)         | Ácido all-cis-4,7,10,13,16,19-docosa-hexaenoico    |
| ácido tetracosapentaenoico                         | 24:5 (ω−3)         | all-cis-9,12,15,18,21-Acido docosa-hexaenoico      |
| ácido tetracosaexaenoico (Acido Nisinico)          | 24:6 (ω−3)         | Ácido all-cis-6,9,12,15,18,21-tetracosa-hexaenoico |